# Cocathédrale
 (juin 2015).
Si vous disposez d'ouvrages ou d'articles de référence ou si vous connaissez des sites web de qualité traitant du thème abordé ici, merci de compléter l'article en donnant les références utiles à sa vérifiabilité et en les liant à la section « Notes et références ».
Une église cocathédrale ou, par substantivation, une cocathédrale est, dans l'Église catholique, une église à laquelle le Saint-Siège a concédé — ou reconnu — le rang de cathédrale, et au sein de laquelle se trouve, en conséquence, une cathèdre, siège de l'évêque diocésain, alors qu'elle n'est pas — ou plus — le siège d'un diocèse.
D'après la base de données GCatholic, au 31 août 2019, l'Église catholique comptait 320 cocathédrales pour 3 043 cathédrales et 43 procathédrales. 473 anciennes cathédrales ne sont pas des cocathédrales. La majorité des cocathédrales sont situées en Europe : l'Italie en compte 140 (43,75 %) auxquelles s'ajoute la basilique-cocathédrale Saint-Marin à Saint-Marin dans le pays du même nom ; la Pologne, 17 (5,31 %) ; et l'Espagne, 14 (4,37 %). Les États-Unis en comptent 17 (5,31 %), et le Brésil n'en compte que 11 (3,43 %) ; et la France métropolitaine 12 (3,75 %) - 13 lorsque l’on ajoute la cocathédrale Notre-Dame-de-l'Assomption à Saint-Pierre en Martinique. On en compte au moins 4 au Canada dont 2 au Québec (Longueuil, Mont-Laurier). 
Hors l'Église catholique, l'Église d'Angleterre, depuis 2014, a trois cocathédrales ; Bradford, Ripon et Wakefield.

## Galerie

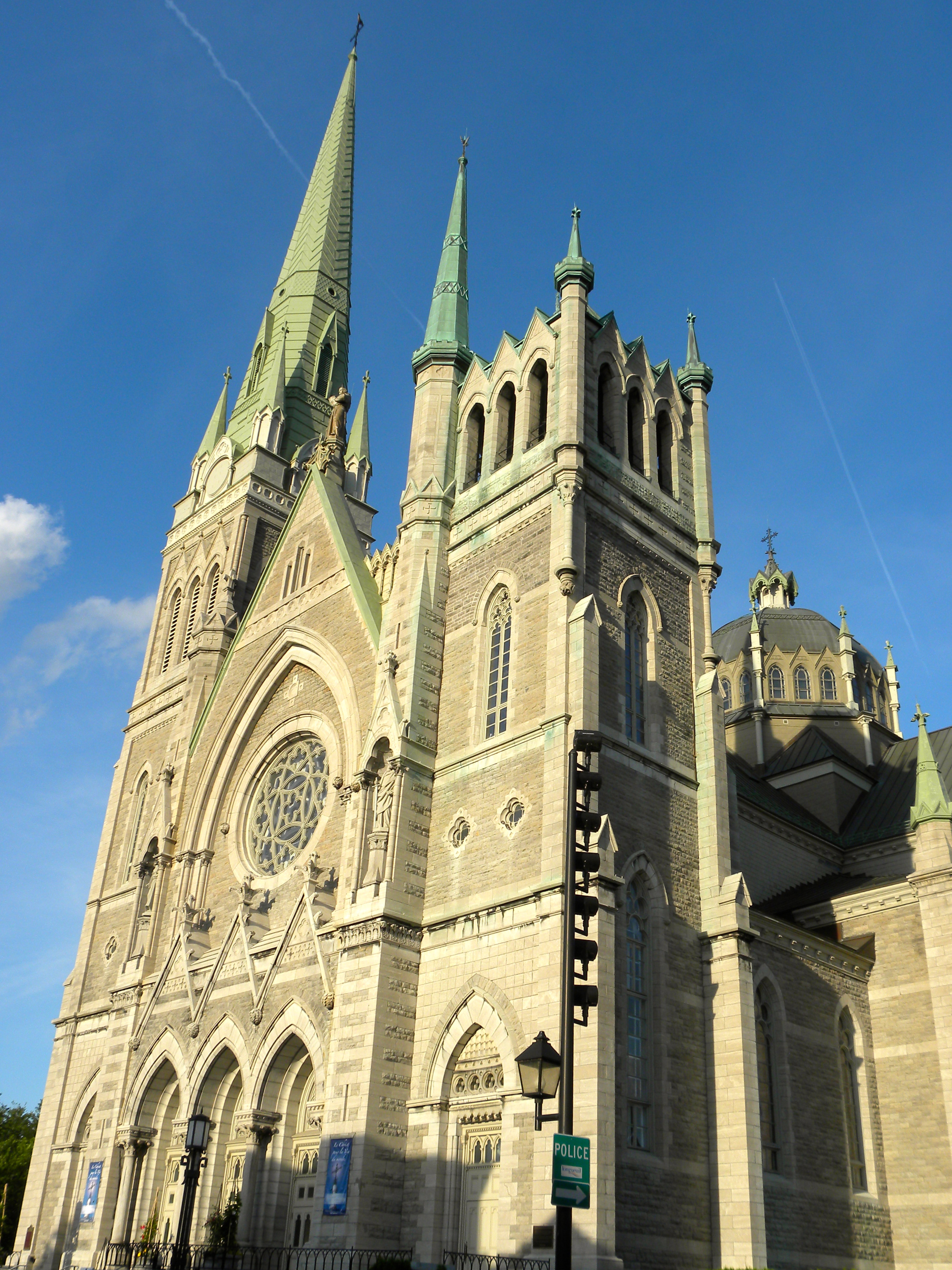
Cocathédrale Saint-Antoine-de-Padoue de Longueuil, à Longueuil, Québec.
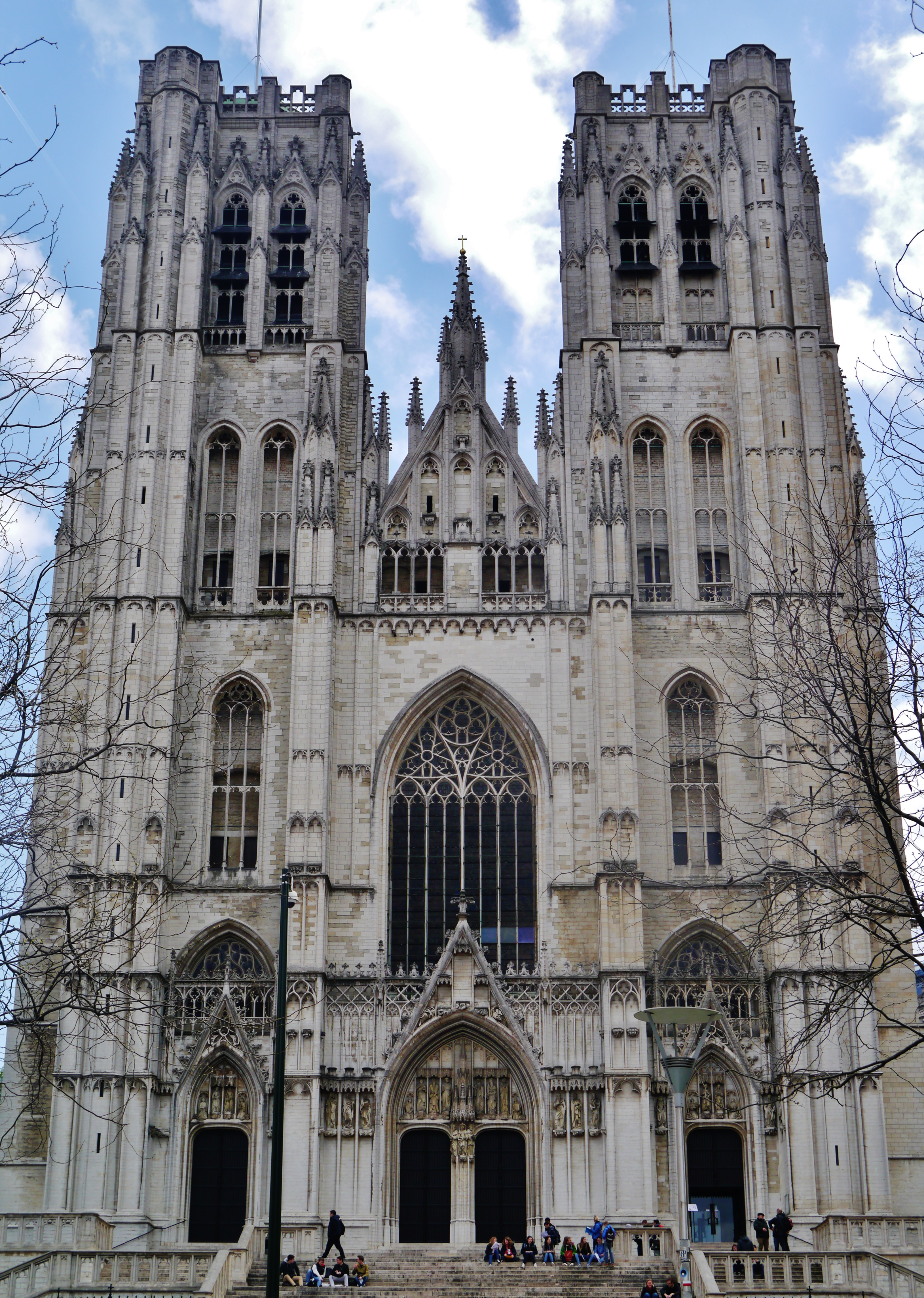
Cocathédrale Saints-Michel-et-Gudule, Bruxelles, Belgique.
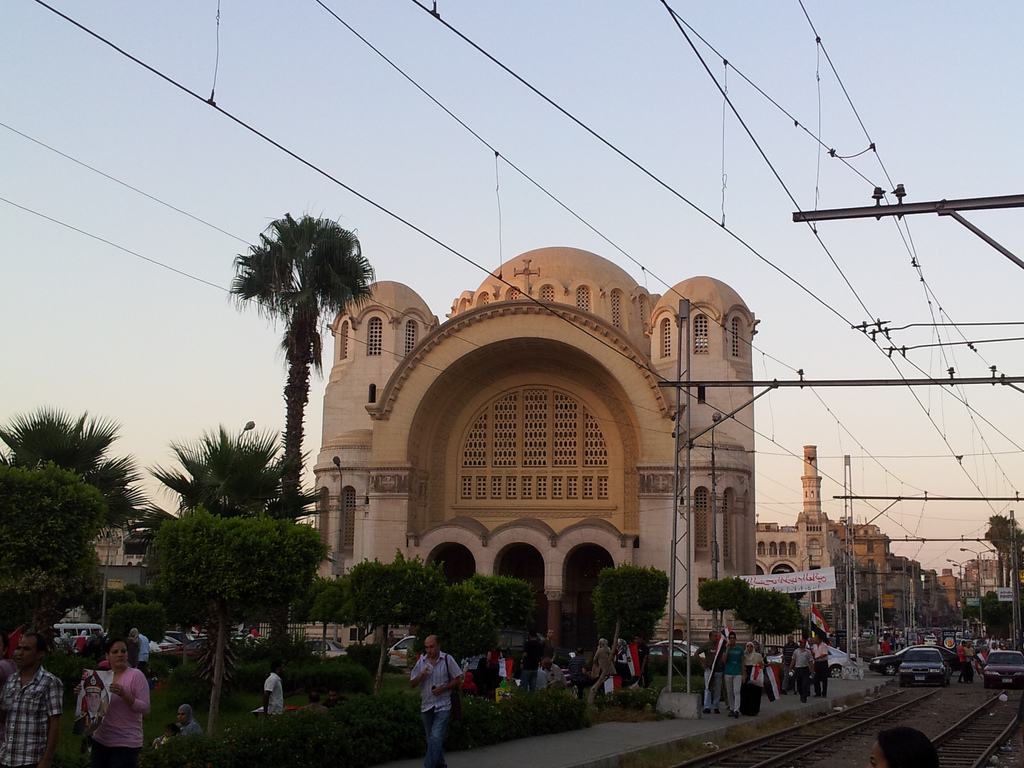
Cocathédrale Notre-Dame d'Héliopolis, Héliopolis, Égypte.
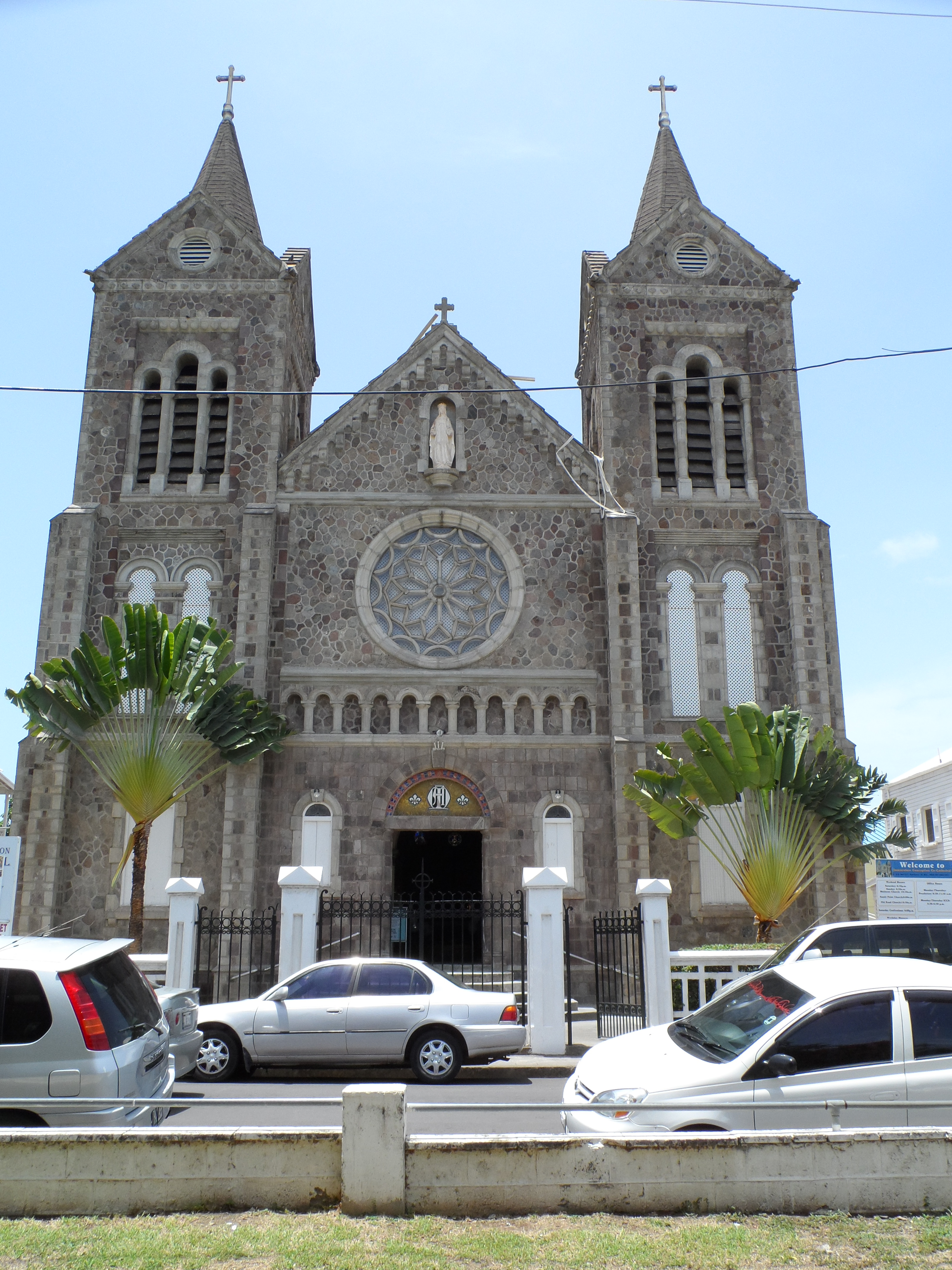
Cocathédrale de l'Immaculée Conception, Basseterre, Saint Kitts et Nevis.
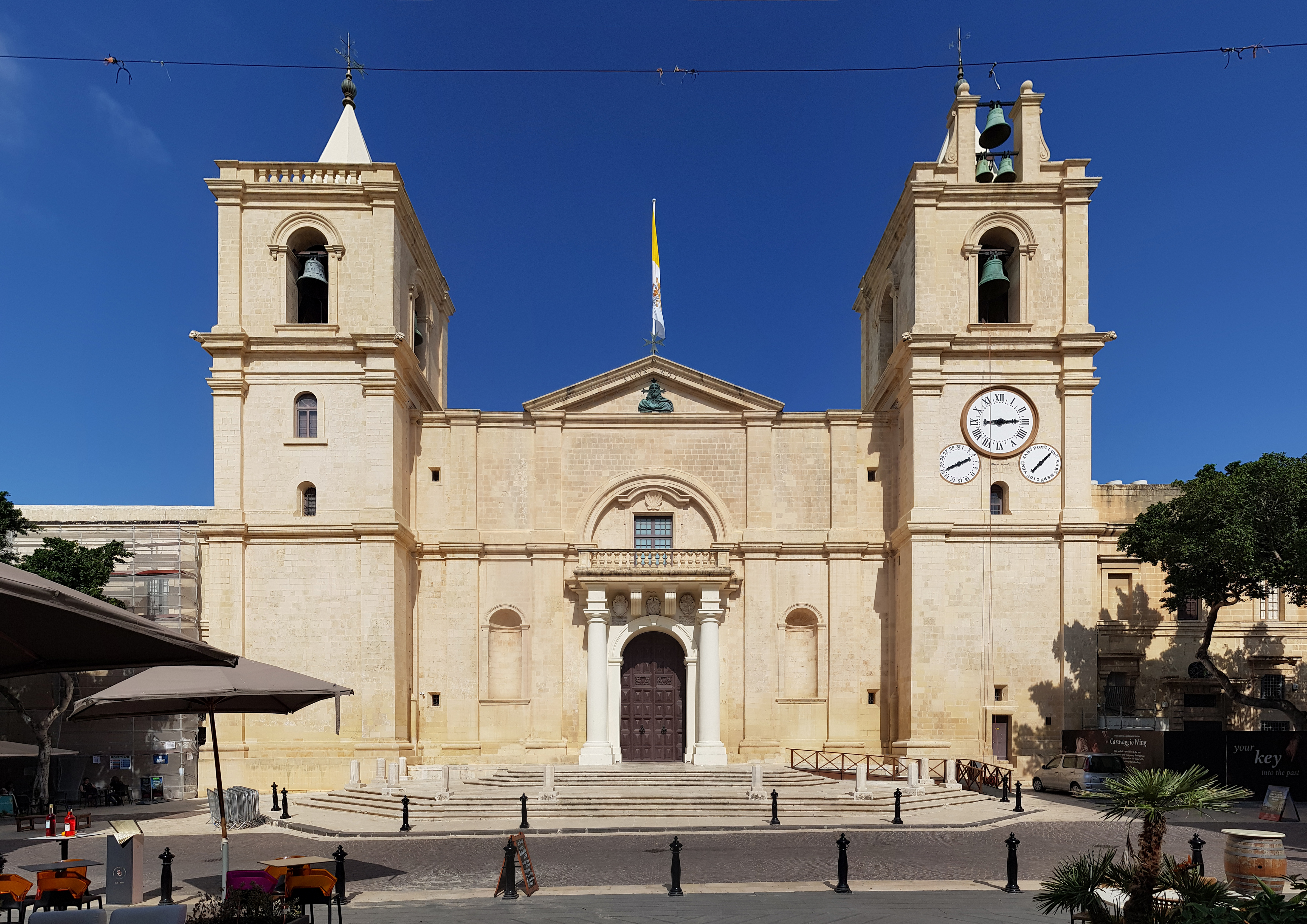
Cocathédrale Saint-Jean de La Valette, La Valette, Malte.
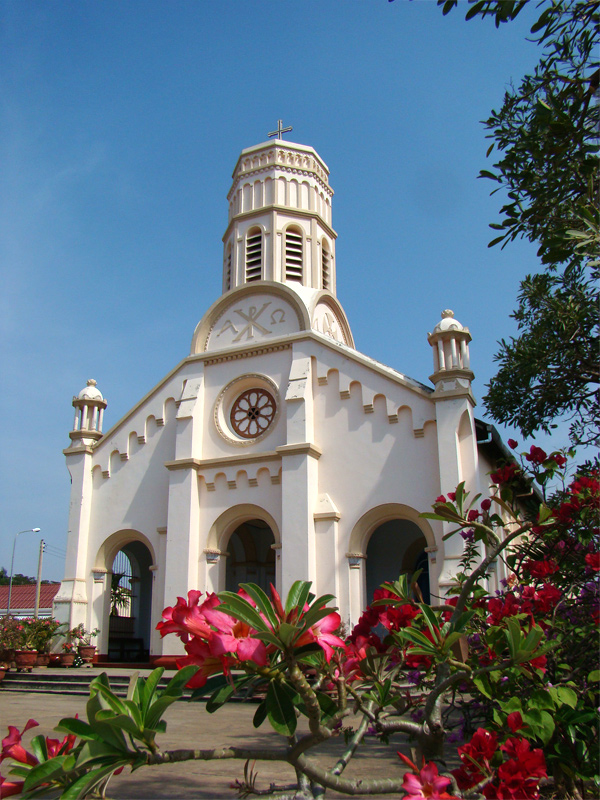
Cocathédrale Sainte-Thérèse de Savannakhet, Savannakhet, Laos.
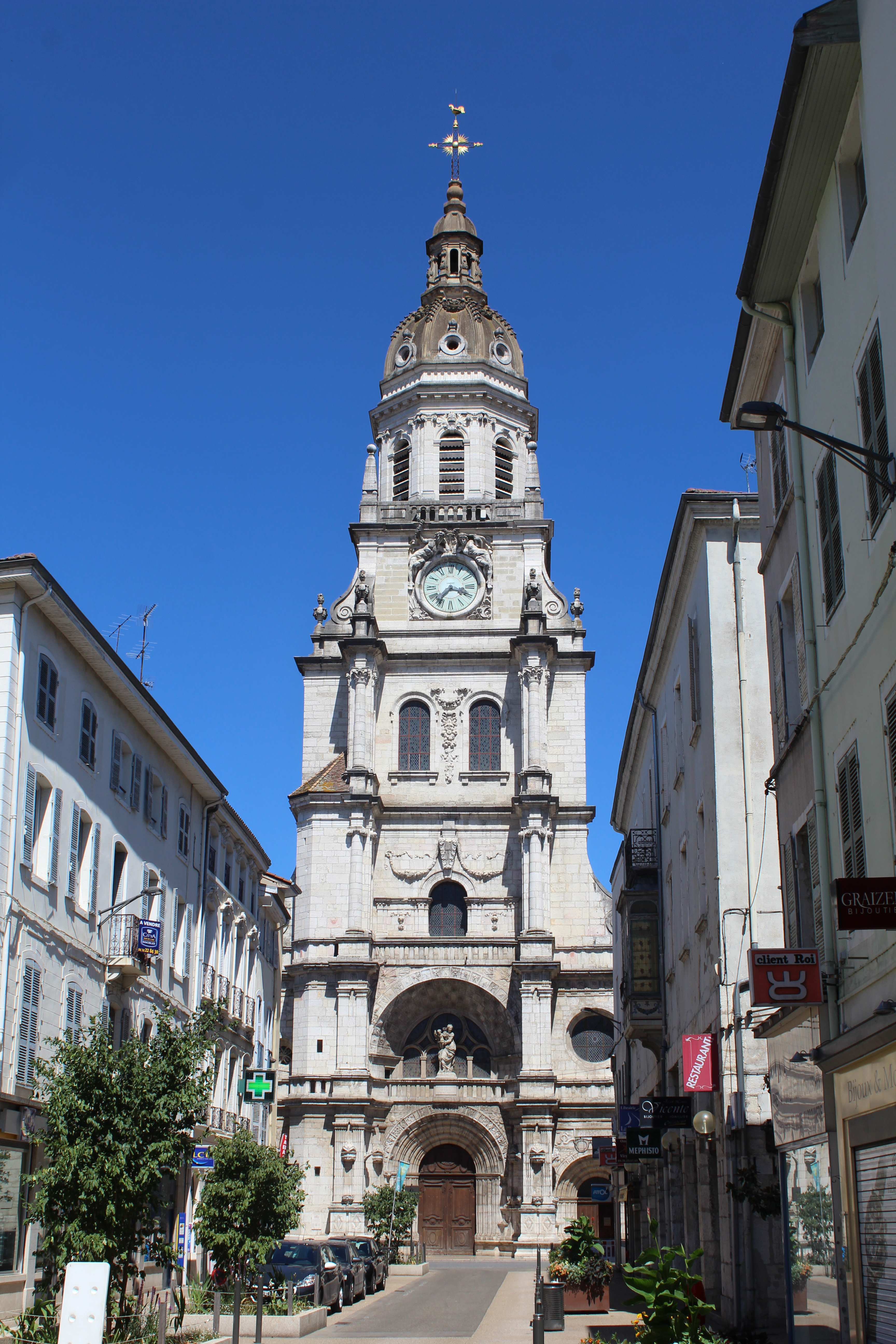
Cocathédrale Notre-Dame-de-l'Annonciation de Bourg-en-Bresse, Bourg-en-Bresse, France.
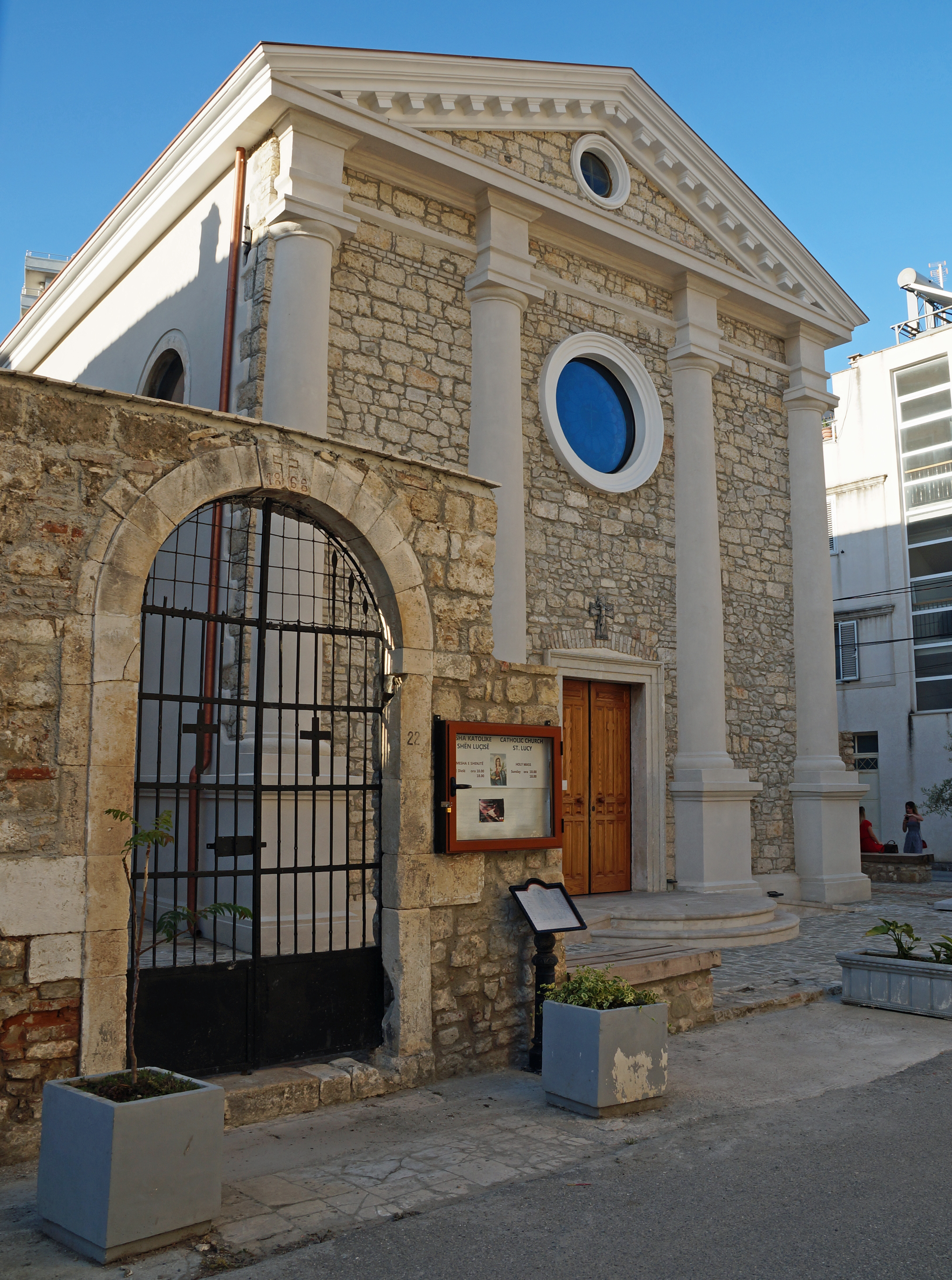
Cocathédrale Sainte-Lucie de Durrës, Durrës, Albanie.